# Железница (Кратово)
Железница (мкд. Железница) је насеље у Северној Македонији, у северном делу државе. Железница се налази у оквиру општине Кратово.

## Географија
Железница је смештена у северном делу Северне Македоније. Од најближег града, Куманова, село је удаљено 50 km источно.
Село Железница се налази у историјској области Кратовско. Насеље је положено у долини Кратовске реке, подно Осоговских планина, на приближно 550 метара надморске висине.
Месна клима је умерено континентална.

## Становништво
Железница је према последњем попису из 2002. године имало 220 становника. Од тога огромну већину чине етнички Македонци.
Претежна вероисповест месног становништва је православље.